# Juan de Meneses Silva (4. markiz Alconchel)
Juan de Meneses Silva, 4. markiz Alconchel, 14. hrabia Cifuentes (ur. 29 czerwca 1737 w Wiedniu, zm. 1792) – hiszpański arystokrata i dyplomata.
Jego ojcem był Fernando de Meneses Silva, 3. markiz Alconchel, 13. hrabia Cifuentes (1663-1749), a matką niemiecka arystokratka Katharina Luise, hrabina Rabatta (1710-1781) (jej ojcem był Johann Philipp von Rabatta (ur. 1663), a matką Maria Theresa Strassoldo (1683-1765).
W latach 1789–1790 Félix Fernando Masones był ambasadorem Hiszpanii w Lizbonie.
Poślubił Maríę Bernardę González Castejón y Villalonga, 4. markizę Albaserrada (1741-1775).